# Балясников, Александр Михайлович
Алекса́ндр Миха́йлович Баля́сников (6 сентября 1934 — 12 сентября 2016) — советский танкист, участник венгерских событий 1956 года в должности командира танка 4-й танковой роты 71-го танкового полка 33-й гвардейской механизированной дивизии Южной группы советских войск, Герой Советского Союза (1956). С 1983 года служил в органах МВД, генерал-майор милиции в отставке.

## Биография
Родился 6 сентября 1934 года в деревне Воронино Клинского района Московской области в семье рабочего. Русский. Работал киномехаником в городе Клину.
В Советской Армии с 1953 года. Действительную военную службу проходил в Отдельной механизированной армии, дислоцированной на территории Румынии.
Командир танка 33-й гвардейской мотострелковой дивизии гвардии старший сержант Александр Балясников в октябре 1956 года в составе дивизии был направлен в Венгрию и принимал участие в боевых действиях, официально именовавшихся как «подавление контрреволюционного мятежа» (Венгерское восстание 1956 года).
Указом Президиума Верховного Совета СССР от 18 декабря 1956 года за мужество и отвагу, проявленные при выполнении воинского долга, гвардии старшему сержанту Балясникову Александру Михайловичу присвоено звание Героя Советского Союза с вручением ордена Ленина и медали «Золотая Звезда» (№ 10813). Все остальные члены экипажа награждены орденами.
После увольнения в запас А. М. Балясников работал на Калининском заводе железобетонных конструкций. Член КПСС с 1958 года. В 1960 году окончил среднюю школу рабочей молодёжи, а в 1969 году — Всесоюзный заочный политехнический институт. Занимал пост председателя Клинского горисполкома. С 1983 года служил в органах МВД, генерал-майор милиции в отставке. Возглавлял Совет ветеранов органов внутренних дел Московской области, является членом Президиума Российского совета ветеранов органов внутренних дел и внутренних войск МВД России. Проживал в городе Москве.
Скончался в Москве 12 сентября 2016 года. Похоронен 15 сентября на Федеральном военном мемориальном кладбище в Мытищах.

## Награды
- Медаль «Золотая Звезда» Героя Советского Союза (№ 10813)
- Орден Ленина
- Два ордена «Знак Почёта»
- Медали